# THE FACES (Dragon Ashのアルバム)
『THE FACES』（ザ・フェイシズ）は、Dragon Ashの10枚目のオリジナル・アルバム。2014年1月15日にMOB SQUADから発売。

## 解説
- 前作より約3年1か月ぶりのアルバム。
- 6人体制で初のオリジナル・アルバム。
- 初回限定盤DVDはMVを収録。[3]
- 『25 - A Tribute To Dragon Ash -』ではROTTENGRAFTYが「Walk with Dreams」をカバーしている。

## 収録曲

### CD
作詞：Kj　作曲・編曲：Dragon Ash（特記以外）
1. Introduction (1:46)
  - 「混沌からの大爆発」がテーマ[4]。
2. The Show Must Go On (4:13)
3. Trigger (3:19)
  - 25thシングルのC/W曲。
4. Run to the Sun (4:18)
  - 24thシングル表題曲。
5. Neverland (4:10)
6. Today's the Day (4:51)
7. Here I Am (4:27)
  - 25thシングルの表題曲。
8. Blow Your Mind (3:42)
  - 映画『クローズEXPLODE』挿入曲。
9. Still Goin' On (4:08)
  - 作詞：Kj, 50caliber, HAKU THE ANUBIZ, WEZ
  - ヒップホップグループ「YALLA FAMILY」50Caliber、Haku the Anubiz、WEZ参加。
10. Golden Life (4:09)
11. Walk with Dreams (4:11)
  - 24thシングル表題曲。
  - 2作目の配信限定シングル。
12. The Live (3:58)
  - 作詞：Kj, KenKen
  - RIZEのベーシストKenKenが参加。テレビ番組で実際に演奏しない「アテぶりバンド」を皮肉った歌詞も登場し、Kjは「“5周”巡ってああなった」と話している[4]。
  - KenKenがメンバーだった時代にはほぼ毎回ライブで演奏されていたが、2019年のKenKen離脱後は実質的に封印されている。
13. Lily (4:28)
  - 作詞：Kj / 作曲：Dragon Ash
  - 26thシングルの表題曲。
14. Curtain Call (4:17)
  - フジテレビ系金曜ドラマ『天誅〜闇の仕置人〜』主題歌。
  - 1月22日に3作目の配信限定シングルで発売。

### 初回限定盤付属DVD
1. "THE SHOW MUST GO ON"
2. Walk with Dreams (MV)
3. Run to the Sun (MV)
4. Here I Am (MV)
5. Trigger (MV)
6. Lily (MV)
7. "SONGWRITING"

## 演奏
- IKUZONE：Bass (#4.11)
- KenKen (RIZE)：Bass, Vocal (#12)
- 岡部磨知：Violin (#13)
- 50Caliber、Haku the Anubiz、WEZ from YALLA FAMILY：Rap (#9)